# Kanada közigazgatása

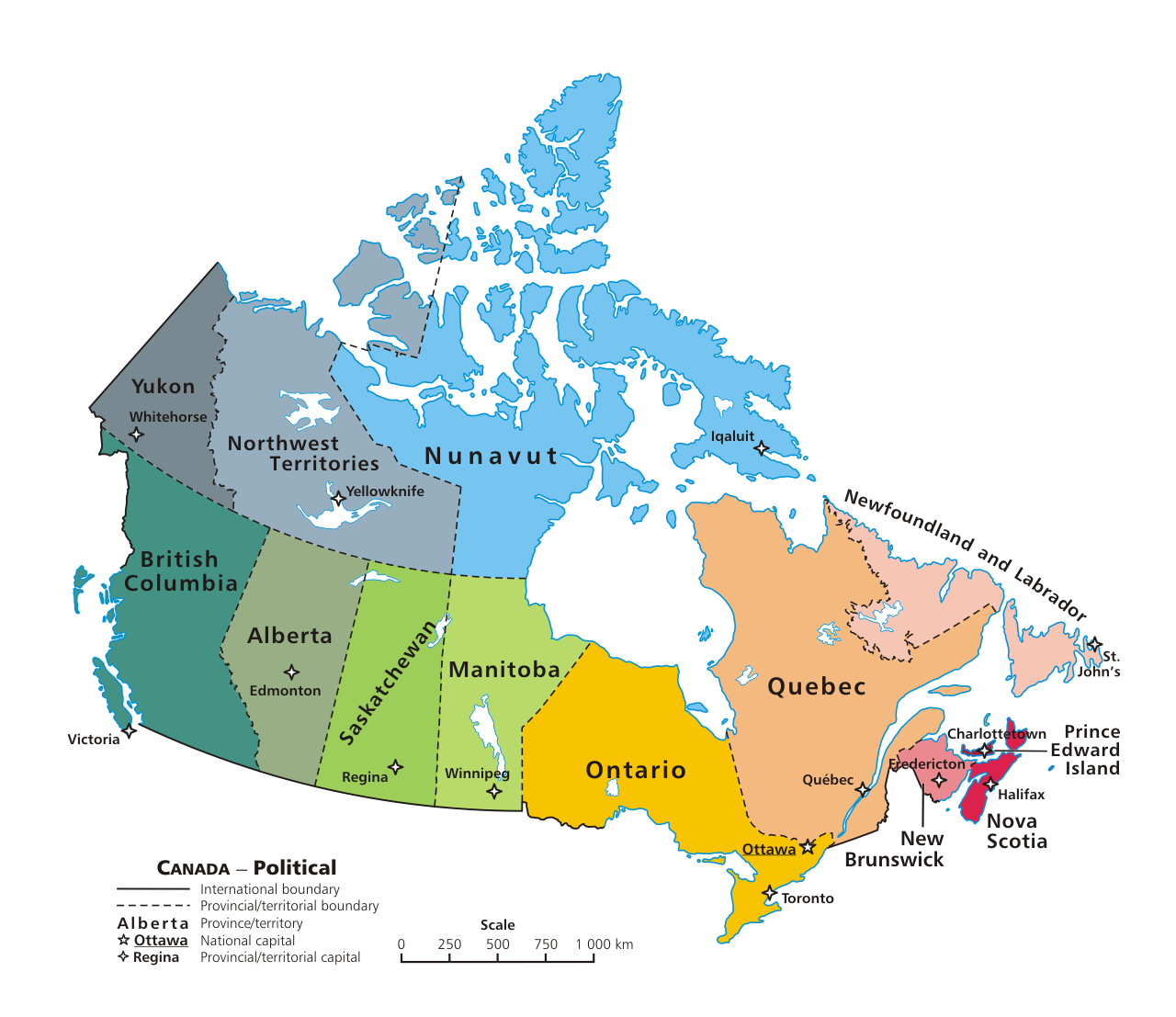
Kanada politikai felosztása (angol nevekkel)

Kanada közigazgatásilag 10 tartományra (province) és 3 területre (territory) oszlik. A tartományokat Kanada alkotmánya határozza meg, míg a területeket a szövetségi jog (federal law). A szövetségi kormány ennélfogva közvetlenebb irányítást gyakorol a területek felett, míg a tartományi kormányzatok több önállósággal és jogosítvánnyal rendelkeznek.
A társadalmi élet nagy részében a tartományok szerepvállalása meghatározóbb, mint a szövetségi kormányzaté (például egészségügy, oktatás, jóléti intézmények); a világon egyedülálló módon a tartományok együttes bevétele meghaladja az állami bevétel összegét. Ha egy tartományi kormányzat nem a szövetségi szinten meghatározott irányelvekhez tartja magát egy-egy területen, elesik a központi költségvetés juttatásaitól. A kormány igyekszik biztosítani, hogy a szolgáltatások színvonala a gazdagabb és a szegényebb régiókban azonos legyen. A leginkább központi ellenőrzés alatt álló terület a bűnüldözés és az igazságszolgáltatás. Minden tartomány és territórium önálló, egykamarás törvényhozással rendelkezik.

## Története
A Kanadai Domínium 1867. július 1-én jött létre Ontario, Québec, Új-Skócia és Új-Brunswick csatlakozásával.

## A tartományok kormányzata
| Tartomány neve          | Városok       | Városok       | Belépés dátuma             | Hivatalos nyelv | Népesség (2021) | Terület (km²) | Terület (km²) | Terület (km²) |
| Tartomány neve          | Főváros       | Legnagyobb    | Belépés dátuma             | Hivatalos nyelv | Népesség (2021) | Szárazföld    | Víz           | Összesen      |
| ----------------------- | ------------- | ------------- | -------------------------- | --------------- | --------------- | ------------- | ------------- | ------------- |
| Ontario                 | Toronto       | Toronto       | 1867. július 1. (alapítók) | angol           | 14 223 942      | 917 741       | 158 654       | 1 076 395     |
| Québec                  | Québec        | Montréal      | 1867. július 1. (alapítók) | francia         | 8 501 833       | 1 356 128     | 185 928       | 1 542 056     |
| Új-Skócia               | Halifax       | Halifax       | 1867. július 1. (alapítók) | angol           | 969 383         | 53 338        | 1 946         | 55 284        |
| Új-Brunswick            | Fredericton   | Moncton       | 1867. július 1. (alapítók) | angol, francia  | 775 610         | 71 450        | 1 458         | 72 908        |
| Manitoba                | Winnipeg      | Winnipeg      | 1870. július 15.           | angol           | 1 342 153       | 553 556       | 94 241        | 647 797       |
| Brit Columbia           | Victoria      | Vancouver     | 1871. július 20.           | angol           | 5 000 879       | 925 186       | 19 549        | 944 735       |
| Prince Edward-sziget    | Charlottetown | Charlottetown | 1873. július 1.            | angol           | 154 331         | 5 660         | -             | 5 660         |
| Saskatchewan            | Regina        | Saskatoon     | 1905. szeptember 1.        | angol           | 1 132 505       | 591 670       | 59 366        | 651 036       |
| Alberta                 | Edmonton      | Calgary       | 1905. szeptember 1.        | angol           | 4 262 635       | 642 317       | 19 531        | 661 848       |
| Új-Fundland és Labrador | St. John's    | St. John's    | 1949. március 31.          | angol           | 510 550         | 373 872       | 31 340        | 405 212       |

A tíz tartomány mindegyikének egykamarás, választott törvényhozása, valamint kormánya van, a tartományi miniszterelnököket (premier) ugyanolyan módon választják meg, mint a miniszterelnököt. A királynő „provinciális” képviselői az alkormányzók (lieutenant governor), akiket a főkormányzó nevez ki.
A legtöbb tartományban a három nagy párt „fiókpártjai” a politikai élet meghatározói – ezek azonban (a New Democratic Party szervezeteinek kivételével) hivatalosan nem kapcsolódnak a szövetségi szinten tevékenykedő pártokhoz. Pár helyütt a regionális politikai erők is nagy súllyal bírnak (például a Saskatchewan Party vagy a Labrador Party).
Különleges a helyzet Québecben, ahol a szeparatista Parti Québecois és a föderalista Parti libéral du Québec küzdelme a meghatározó, napjainkra azonban két kisebb, elsősorban nem a tartomány önállóságának kérdésével foglalkozó párt, a jobboldali Action démocratique du Québec és a baloldali Union des forces progressistes is nagyobb súlyra kezd szert tenni (bár a helyi parlamentbe még csak az ADQ jelöltjei kerültek be).

## A területek kormányzata
| Terület neve           | Városok     | Városok     | Belépés dátuma   | Hivatalos nyelv                                                                                         | Népesség (2021) | Terület (km²) | Terület (km²) | Terület (km²) |
| Terület neve           | Főváros     | Legnagyobb  | Belépés dátuma   | Hivatalos nyelv                                                                                         | Népesség (2021) | Szárazföld    | Víz           | Összesen      |
| ---------------------- | ----------- | ----------- | ---------------- | --- | --------------- | ------------- | ------------- | ------------- |
| Északnyugati területek | Yellowknife | Yellowknife | 1870. július 15. | chipewyan krí angol francia gwichʼin inuinnaqtun inuktitut inuvialuktun észak-slavey déli-slavey tlicho | 41 070          | 1 183 085     | 163 021       | 1 346 106     |
| Yukon                  | Whitehorse  | Whitehorse  | 1898. június 13. | angol francia                                                                                           | 40 232          | 474 391       | 8 052         | 482 443       |
| Nunavut                | Iqaluit     | Iqaluit     | 1999. április 1. | inuinnaqtun inuktitut angol francia                                                                     | 36 858          | 1 936 113     | 157 077       | 2 093 190     |

A területek politikai súlya kisebb, mivel ilyen típusú közigazgatási egységet a parlament törvényekkel hozhat létre, míg a tartományok önállósága az alkotmányon alapul. Sokak szerint a területek lakossága így nem kap megfelelő képviseletet a parlamentben.
A területek élén egy-egy biztos (commissioner) áll; jogosítványai megegyeznek egy alkormányzóéival, de nem képviseli az uralkodót. A biztosokat a szövetségi kormány nevezi ki.
Yukon területnek egykamarás törvényhozása van, mely hasonlóképp működik, mint a tartományiak; a másik két territórium kormányzása azonban közmegegyezésen alapul: nincsenek pártok, a kormányzat tagjai függetlenekként indulnak, s maguk közül választják meg a kormányzat vezetőjét.
A területek kormányai és a szövetségi kormány között gyakoriak a feszültségek, főként a természeti erőforrások és a befektetések kapcsán. Bár a territóriumokban a legnagyobb az egy főre jutó bevétel, mégis magas a szegénység aránya az elszigeteltség, az áruk szállításának nehézségei és költségei, a munkahelyek hiánya és más társadalmi problémák miatt.